# Википедия и вторжение России на Украину
Вторжение России на Украину 2022 года широко освещается в Википедии на многих языках. Это освещение включает статьи с объективной информацией как о самом вторжении, так и о связанных с ним событиях, а также обновления ранее существовавших статей с учётом данных об агрессии. Информация о данной войне в Википедии и других проектах Викимедиа, а также то, как сообщество добровольцев-редакторов добилось такого освещения, привлекло значительное внимание средств массовой информации и правительств различных стран (Россия, Украина, Грузия и т. д.).

## История
1 марта 2022 года, через неделю после того, как началось вторжение России на Украину, русскоязычный раздел онлайн-энциклопедии Википедия сообщил, что правительство России пригрозило заблокировать доступ к сайту в стране. Российское правительство сослалось на якобы «незаконно распространённую информацию», представленную в статьях о вторжении в русской Википедии, в том числе о российских потерях и обращении с украинскими мирными жителями.
Журналистами отмечалось, что в 2022 году локальные скачивания русскоязычного раздела для офлайн-использования с Kiwix выросли более чем на 4000 % после начала вторжения на фоне опасений блокировки со стороны России, а в первой половине марта было совершено более 105 000 скачиваний.
В Беларуси редактор русской Википедии Марк Бернштейн (Pessimist2006) был арестован после того, как российский ультраправый Telegram-канал «Мракоборец» (связанный с фабрикой троллей бизнесмена Евгения Пригожина) незаконно опубликовал его личные данные по причине редактирования и написания Бернштейном статей о войне, после чего Арбитражным комитетом русской Википедии было принято решение скрывать все имена участников из истории правок статей на военную тематику.
1 марта 2022 года в «Твиттере» русскоязычной Википедии было опубликовано уведомление от российского государственного регулятора СМИ Роскомнадзора, который угрожал заблокировать доступ к веб-сайту в России из-за статьи «Вторжение России на Украину (с 2022)», утверждая, что статья якобы содержит «незаконно распространяемую информацию», в том числе «сообщения о многочисленных жертвах среди военнослужащих Российской Федерации, а также гражданского населения Украины, в том числе детей».
16 марта 2022 года Российское агентство правовой и судебной информации (информационное агентство, основанное РИА Новости, Конституционным судом России, Верховным судом России и Высшим арбитражным судом России в 2009 году) опубликовало интервью Александра Малькевича, заместителя председателя комиссии по развитию информационного общества, СМИ и массовых коммуникаций Общественной палаты Российской Федерации. В этом интервью Малькевич заявил, что Википедия (как русская, так и другие) якобы становится «плацдармом „информационной войны“ против России». Он также заявил, что российские правоохранительные органы выявили тринадцать человек, осуществляющих «„политически ангажированное“ редактирование» статей Википедии, и около 30 тысяч блогеров, «участвовавших в „информационной войне“ против России».
По данным «Новой газеты», прокремлёвские структуры, также связанные с олигархом Евгением Пригожиным, активно участвуют в доксинге «координаторов информационной атаки на Россию», в том числе редакторов Википедии. «Новая газета» также сообщает, что сотрудники Службы специальной связи и информации России (подразделение Федеральной службы охраны) пытаются распространять прокремлёвскую пропаганду, редактируя статьи в Википедии.
31 марта Роскомнадзор потребовал, чтобы Википедия удаляла любую информацию о войне, которая якобы «дезинформирует» россиян, в противном случае ей грозит штраф до 4 миллионов рублей. В июне 2022 года Фонд Викимедиа обжаловал штраф, утверждая, что люди в России имеют право на свободный доступ к информации о вторжении.
В апреле 2022 года EU vs Disinfo обнаружила, что четыре пророссийских дезинформационных новостных агентства упоминаются как минимум в 625 статьях Википедии. Большинство этих ссылок было в русской (136 статей), арабской (70), испанской (52), португальской (45) и вьетнамской Википедиях (32). Английский раздел удалил большинство ссылок на эти ресурсы.
В апреле-мае 2022 года российские власти поместили несколько статей из Википедии в свой список запрещенных сайтов. В список вошли статьи «Вторжение России на Украину (2022)», «Рашизм», несколько статей, посвященных военным действиям и военным преступлениям во время российско-украинской войны, и 2 раздела статьи о Владимире Путине.
20 июля 2022 года в связи с отказом Википедии удалить статьи о российско-украинской войне Роскомнадзор приказал поисковым системам отметить Википедию как нарушителя российского законодательства.
1 ноября 2022 года российский суд оштрафовал Фонд Викимедиа на 2 миллиона рублей за то, что он не удалил две статьи из русской Википедии («Ненасильственное сопротивление гражданского населения Украины в ходе вторжения России» и «Оценки вторжения России на Украину (2022))».
28 февраля 2023 года Таганский суд Москвы оштрафовал Фонд Викимедиа на 2 миллиона рублей за неудаление статей о двух мотострелковых бригадах российской армии и за размещение якобы недостоверной информации о действиях российской армии в Харькове, Лисичанске и Мариуполе.
6 апреля 2023 года Таганский суд Москвы оштрафовал Фонд Викимедиа на 800 тысяч рублей за неудаление признанных экстремистскими текстов песен группы «Психея».
13 апреля 2023 года Таганский суд Москвы оштрафовал Фонд Викимедиа на 2 миллиона рублей за неудаление статьи «Российская оккупация Запорожской области».

## Действия Википедии

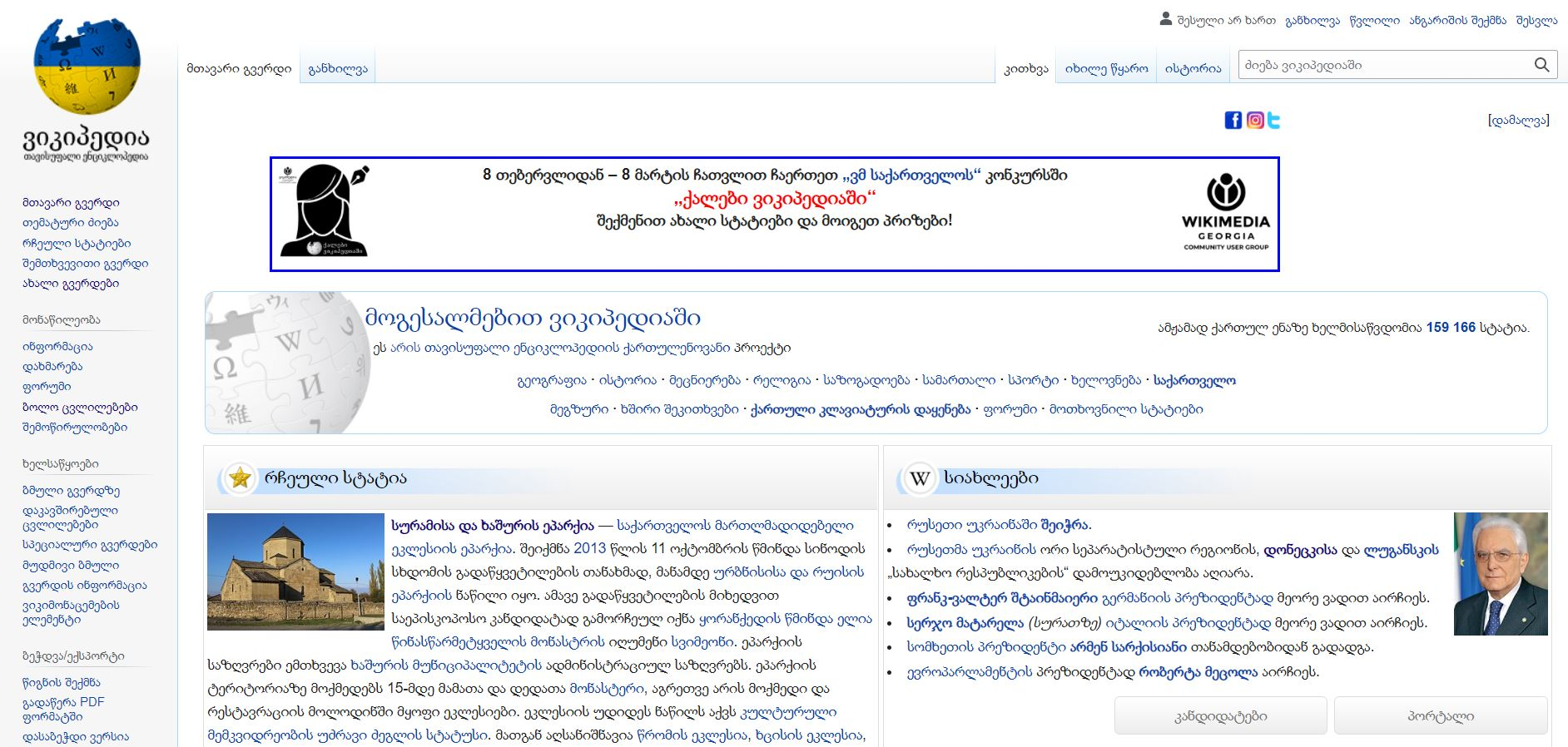
Скриншот заглавной страницы грузинской Википедии с логотипом в цветах украинского флага в феврале 2022 года

Грузинская и украинская Википедии изменили свои логотипы на сине-жёлтую окраску флага Украины.
1 марта 2022 года Фонд Викимедиа опубликовал заявление, в котором призвал к «постоянному доступу к бесплатным и открытым знаниям» и к «немедленному и мирному разрешению конфликта».
После ареста белорусского редактора Википедии Марка Бернштейна Арбитражный комитет русской Википедии принял беспрецедентное решение о скрытии данных всех редакторов статей на военную тематику в истории правок.

## Википедисты, погибшие в ходе вторжения
Вторжение российских войск на Украину стало причиной гибели некоторых известных участников Википедии.
Весной 2022 года, во время оккупации села Капитоловка, российскими войсками был убит Владимир Владимирович Вакуленко, украинский общественный деятель, прозаик, поэт, переводчик и редактор Википедии на украинском языке. Его тело было найдено в одном из массовых захоронений под Изюмом.
16 марта 2023 года под Лисичанском в результате миномётного обстрела погиб Вадим Андреевич Соколов — российский историк-балканист и редактор русскоязычного и сербоязычного разделов Википедии под ником Соколрус, доброволец в рядах вооружённых сил РФ.
28 марта 2024 года вблизи села Ивановское Бахмутского района Донецкой области во время российского массового обстрела погиб Юрий Владимирович Лущай, украинский историк, поэт и википедист, специалист по Древней Руси, администратор русской Википедии (ник — Юрий Владимирович Л.), участник обороны Украины от российского вторжения.